# Sergio Siciliano
Sergio Hernán Siciliano (Buenos Aires; 27 de agosto de 1984) es un maestro, profesor, licenciado en educación, especialista en Gestión y Planeamiento de la educación y Magíster en Política y Administración de la Educación. Político argentino que actualmente se desempeña como Legislador de la Ciudad de Buenos Aires, también supo ser Diputado provincial por la 5.º Sección Electoral. de la provincia de Buenos Aires.

## Biografía
Nació el 27 de agosto en la provincia de Buenos Aires. Realizó la Licenciatura en Ciencias de la Educación en la Universidad Católica Argentina. 

### Trayectoria política
Trabajó como Asesor en la Comisión de Educación de la Honorable Cámara de Diputados de la Nación Argentina entre diciembre de 2005 y diciembre de 2007, momento en el que pasó a ser Jefe de Asesores en las comisiones de Educación, Ciencia y Tecnología, y Salud de la Legislatura de la Ciudad Autónoma de Buenos Aires hasta diciembre de 2009.
Junto a varios dirigentes jóvenes fundó La Generación en el año 2009.  Es un espacio que se amplía más allá de los horizontes de un partido y que es capaz de representar a más argentinos/as a lo largo y a lo ancho del país.
Entre enero de 2010 y diciembre de 2015 trabajó dentro del Ministerio de Educación e Innovación de la Ciudad de Buenos Aires. Los primeros dos años fue coordinador de políticas, desarrollo e implementación de lineamientos educativos y entre diciembre de 2012 y febrero de 2015 fue director general de carrera docente. Entre marzo y diciembre del 2015 se desempeñó como Director Ejecutivo de la Unidad a cargo de la Dirección General de Evaluación Educativa.
Con la llegada al gobierno de la Provincia de Buenos Aires de María Eugenia Vidal, Siciliano fue convocado para ser parte del mismo. Asumió como Subsecretario de Educación de la provincia y en su gestión impulsó un proceso de reforma de los diseños curriculares en los distintos niveles educativos, desde el jardín de infantes hasta la formación docente, reforma que no se hacía desde el año 2007.
En el año 2019, Sergio fue candidato a diputado provincial por la 5.º Sección Electoral por detrás de Maximiliano Abad y Natalia Sánchez Jáuregui. Los resultados obtenidos en el distrito le permitieron a Sergio y a otros cinco candidatos ser elegidos diputados provinciales por el periodo 2019-2023.
Siciliano fue elegido como vicepresidente de la Comisión de Servicios Públicos e integró las comisiones de Asuntos Constitucionales y Justicia, Educación, Trabajo, Libertad de expresión, Federaciones y Colegios Profesionales y Presupuesto e Impuestos. Entre sus proyectos de ley se encuentra la declaración de emergencia educativa de la provincia, la creación del programa de educación emocional, el programa para cuidado integral de niños con patologías oncológicas, la creación del instituto de evaluación integral de la calidad y equidad educativa, entre otros.
En 2021 publica su primer libro "Los cambios que cambian". En él posa su mirada sobre el qué se enseña y cómo se enseña en el sistema educativo nacional, una materia pendiente de resolución. Sergio Siciliano repasa su gestión al frente de la Subsecretaría de Educación de la Provincia de Buenos Aires en el período 2015/2019 y bucea en la renovación de los contenidos curriculares y las posibilidades de resolución que plantean estos interrogantes a la función pública en particular y a toda la sociedad en general. En la gira de presentación, este libro fue declarado de interés municipal en distintos municipios como Santa Fe y Salta. 

### Trayectoria docente
Entre 2008 y 2013 Sergio trabajó como Profesor Adscripto en Seminario: Análisis de política en la Universidad Católica Argentina, lugar donde se había recibido de licenciado en educación.
En enero de 2017 empezó a dar la cátedra de Administración y Sociología de las Organizaciones en la Universidad ESEADE, cargo que mantiene hasta la actualidad. En la Universidad Nacional de San Antonio de Areco dicta las cátedras de Gestión de las Instituciones Educativas y la de Antropología de las Organizaciones desde enero de 2018. 
En la UCA dicta Política y Legislación Educativa desde enero de 2020 y en la Universidad de Ciencias Empresariales y Sociales desde enero de 2017 dicta clases sobre gestión y gobierno de la educación además de ser director de la maestría en gestión y gobierno de la educación desde enero de 2021. 

## Libros
- Los cambios que cambian (2021). Editorial Paidós. ISBN 978-950-12-0336-3